# کوروویتسه
کوروویتسه (به چکی: Kurovice) یک منطقهٔ مسکونی در جمهوری چک است که در ناحیه کرومیریژ واقع شده‌است. کوروویتسه ۵٫۵۱ کیلومتر مربع مساحت و ۲۴۹ نفر جمعیت دارد و ۲۱۱ متر بالاتر از سطح دریا واقع شده‌است.